# Phyllonorycter montanella
Phyllonorycter montanella är en fjärilsart som beskrevs av Bradley 1980. Phyllonorycter montanella ingår i släktet guldmalar, och familjen styltmalar.
Artens utbredningsområde är Pakistan. Inga underarter finns listade i Catalogue of Life.